# Mike Mangold
Mike Mangold (Cincinnati, 10 de outubro de 1955 - California, 6 de dezembro de 2015) foi um piloto comercial e acrobático norte-americano. Ele competiu na Red Bull Air Race World Series, sendo campeão em 2005 e 2007. Seu apelido era "Mongo".
Mangold começou sua carreira como piloto de jato na Força Aérea dos EUA, indo depois para a Top Gun. Na Top Gun, Mangold era sempre o primeiro em suas classes e ganhou o "Outstanding Graduate" como prêmio. Durante sua carreira militar, ele voou em inúmeras missões nas aeronaves F-4G "Wild Weasel" V Phantom. Depois do serviço militar ele se tornou um piloto comercial, começando sua carreira acrobática em 1990.
Mangold tem mais de 16000 horas de voo, incluindo 2500 horas de voos militares e 3500 horas de voos acrobáticos. Atualmente ele é um piloto de Boeing 767 da American Airlines, ele gosta de skydives, asa delta, e skis. Mike é casado com Julie. Eles têm dois filhos, Nicholas de 8 anos e Melissa de 5 anos.
Faleceu no dia 6 de dezembro de 2015, após um acidente em Apple Valley, na California, aos 60 anos.

## Feitos
2001
- World Air Games - Bronze (equipe)

2002
- US Point Series Champion
- US National Aerobatic Championships  - Prata

2003
- World Air Games - Bronze (equipe)

2005
- Five-time California Unlimited Aerobatic Champion
- Two-time Arizona Unlimited Aerobatic Champion
- Two-time runner-up, US National Championships